# Устьатавка
Устьатавка (баш. Атаутамах) — деревня в Салаватском районе Республики Башкортостан Российской Федерации. Входит в состав Таймеевского сельсовета.

## География

### Географическое положение
Находится на правом берегу реки Юрюзани в месте впадения реки Атавки.
Расстояние до:
- районного центра (Малояз): 60 км,
- центра сельсовета (Таймеево): 10 км,
- ближайшей ж/д станции (Кропачёво): 89 км.

## История
До 2008 года деревня входила в состав Урмантауского сельсовета.

## Население
| 2002 | 2009 | 2010 |
| ---- | ---- | ---- |
| 155  | ↘141 | ↘136 |

Национальный состав
Согласно переписи 2002 года, преобладающие национальности — русские (51 %), башкиры (35 %).